# Нефт-Дашлари
Нефт-Дашлари́ (укр. Нафтові Камені; азерб. Neft Daşları) — селище на сході Азербайджану, підпорядковане Піраллахинському району міста Баку. Поселення занесене до Книги рекордів Гіннеса як найстаріша морська нафтова платформа.

## Географія
Населений пункт розташований на штучно збудованих естакадах та платформах посеред Каспійського моря, за 38 км на схід від материка та за 16 км на схід від острова Чилов. Платформи зведені навколо банки Чорні Камені, яка ледве виступає з води.

## Історія
Перші естакади почали зводити у водах Каспійського моря у 1949 році. Поселення почалось будуватись у 1958 році. Тоді збудували 2 ТЕС, котельна, нафтозбиральний пункт, очисні установки, 16 двоповерхових будинків, лікарню та лазню. У 1960 році було зведено Бакинський нафтовий технікум. З 1966 по 1975 тут вже були хлібозавод, лимонадний цех, 9-поверховий будинок та 2 п'ятиповерхових гуртожитки. Створено парк. У 1976–1986 роках закінчено будівництво нафтозбирального пункту, 3 п'ятиповерхових гуртожитків, їдальні, лікарні, 2 газомазутних компресорних станцій та опріснювача води. У 1981 році прокладено 2 нафтопроводи до терміналу Дюбенди.

## Населення
Населення селища на 2012 р. становить 400 осіб
|           | 1989 | 2008 | 2012 |
| --------- | ---- | ---- | ---- |
| Населення | 1260 | 874  | 400  |

## Господарство
Автомобільне сполучення по селищу здійснюють по штучних естакадах, загальна довжина яких становить 350 км. З материком селище пов'язане регулярними рейсами кораблів та гелікоптерів.

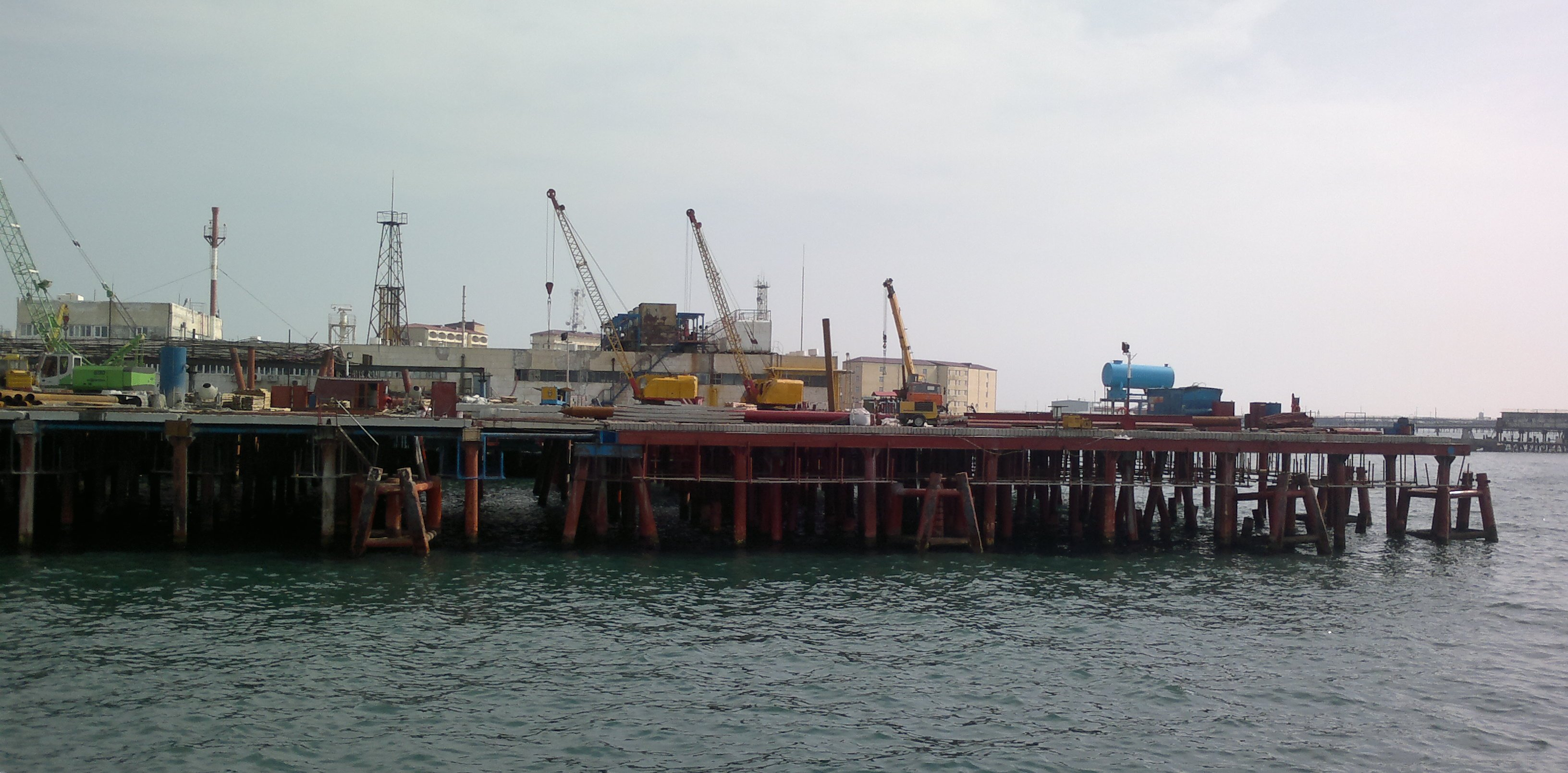
Доки
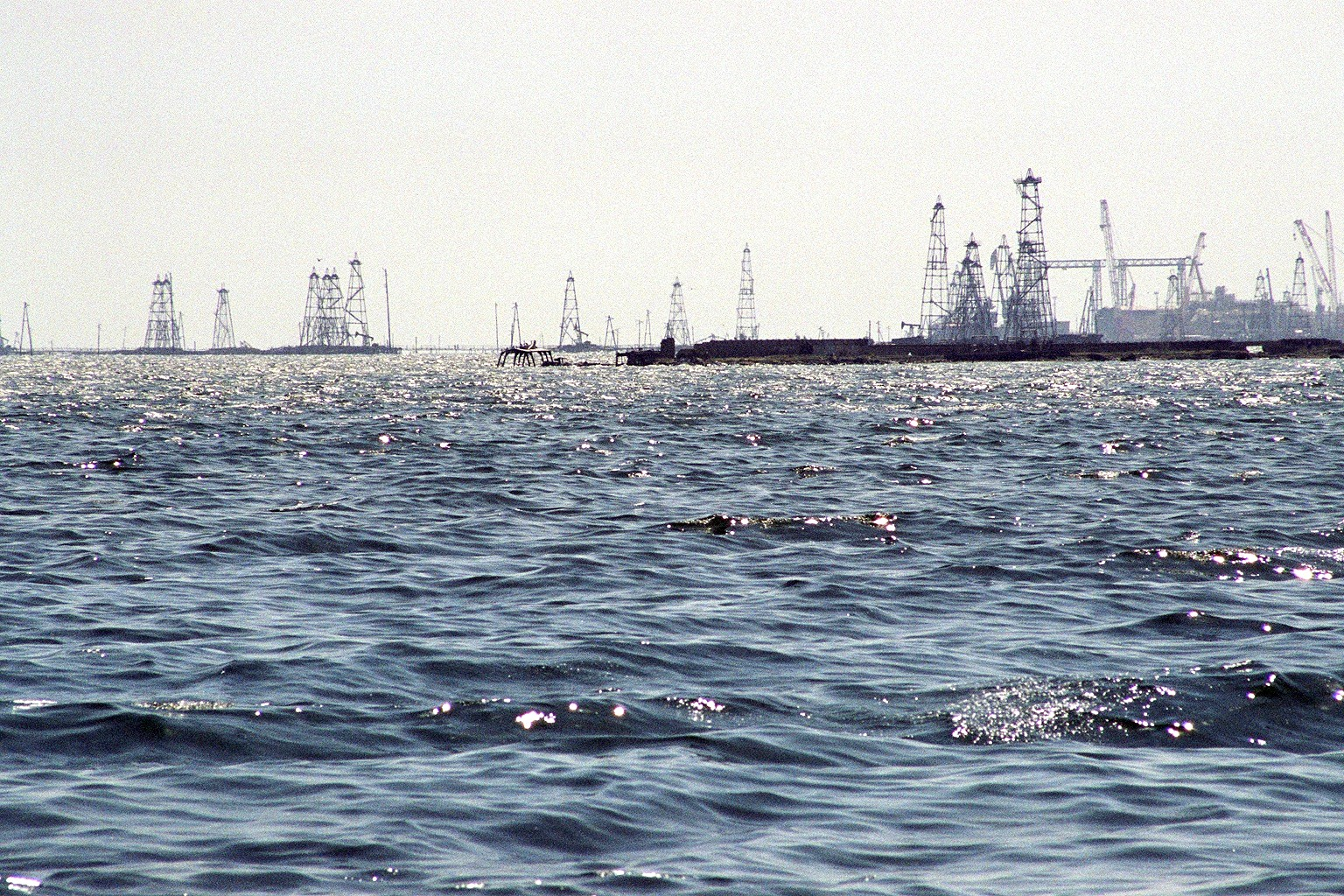
Нафтові вишки